# آن غرينغر
آن غرينغر (بالإنجليزية: Ann Granger)‏ هي كاتِبة بريطانية، ولدت في 12 يوليو 1939 في بورتسموث في المملكة المتحدة.

## وصلات خارجية
- الموقع الرسمي